# Río Tacuarembó
El Tacuarembó es un río Uruguayo, que junto con el río Yí, son de los principales afluentes del río Negro. 
Nace en el norte de Rivera en la Cuchilla Negra y discurre en dirección sur a través de la localidad Tranqueras. Parte de su curso sirve de límite entre Rivera y Tacuarembó. Después de desplazarse por el departamento de Tacuarembó de norte a sur, desemboca en el Río Negro al límite de Tacuarembó y Durazno. 
La cuenca hidrográfica del río tiene una extensión de 14.000 km².
- Datos: Q799966
- Multimedia: Río Tacuarembó / Q799966